# Пет Гінгл
Мартін Петтерсон Гінгл, більш відомий як Пет Гінгл (англ. Martin Patterson Hingle, Pat Hingle; 19 липня 1924 — 3 січня 2009) — американський актор.

## Біографія
Пет Гінгл народився 19 липня 1924 у Маямі (Флорида).

## Акторська кар'єра
Найбільшу популярність йому принесла роль комісара поліції Джеймса Гордона (англ. James Gordon, Commissioner Gordon) у серії фільмів про Бетмена. За майже 60 років у кінематографі Пет Гінгл знявся у таких відомих фільмах, як «Сяйво» (1997), «Мільйони Брюстера» (1985) і «Кидали» (1990), однак найбільшу популярність йому принесла робота у кінокартинах «Бетмен» (1989), «Бетмен повертається» (1992), «Бетмен назавжди» (1995) і «Бетмен та Робін» (1997).
Разом з Майклом Гоф (англ. Michael Gough), який грав роль дворецького Альфреда (англ. Alfred Pennyworth), вони були єдиними акторами, які брали участь у всіх чотирьох фільмах Batman у 1989—1997. Останній раз Гінгл з'явився у ролі комісара поліції Гордона у фільмі «Бетмен та Робін», де працював з Умою Турман, потім його змінив Ґері Олдмен, у тій же ролі у фільмі «Бетмен: Початок» (2005). Гінгл також працював з Крістіаном Бейлом (англ. Christian Bale) у фільмі «Шафт» (2000).

## Смерть
Помер 3 січня 2009 у своєму будинку у Кароліна-Біч (штат Північна Кароліна), де він жив в останні роки. Причиною смерті став мієлодиспластичний синдром, діагноз якого був встановлений у листопаді 2006 року.

## Фільмографія
- 1954 — У порту/On the Waterfront (uncredited)… Jocko
- 1951—1954 — «Suspense»… Young Raineford (3 епізоди)
- 1955 — «Appointment with Adventure» (1 епізод)
- 1955 — «Goodyear Television Playhouse» (2 епізоди)
- 1955 — «The Phil Silvers Show»… Steve Nagy (1 епізод)
- 1955 — «Justice» (1 епізод)
- 1955—1956 — «The Philco Television Playhouse» (3 епізоди)
- 1956 — «The Alcoa Hour»… Red (1 епізод)
- 1957 — «Kraft Television Theatre» (1 епізод)
- 1957 — The Strange One… Cadet Harold 'Harry' Koble
- 1954—1957 — «Studio One»… Dr. Clark /… (3 епізоди)
- 1957 — No Down Payment… Herman Kreitzer
- 1957 — «Suspicion»… Calman (1 епізод)
- 1957 — «Alfred Hitchcock Presents»… Warren Selvy (1 епізод)
- 1958 — «Rendezvous»… Joey Skowran (1 епізод)
- 1957—1959 — «The United States Steel Hour»… Charlie /… (2 епізоди)
- 1961 — «Play of the Week»… Arthur McGill (1 епізод)
- 1961 — Пишність в траві/Splendor in the Grass… Ace Stamper
- 1961 — «Cain's Hundred»… Sam Cortner (1 епізод)
- 1962 — «The Eleventh Hour»… Bob Hunter (1 епізод)
- 1962—1963 — «The Untouchables»… Barney Howe /… (2 епізоди)
- 1963 — The Ugly American… Homer Atkins
- 1963 — «The Twilight Zone»… Horace Ford (1 епізод)
- 1963 — All the Way Home… Ralph Follet
- 1962—1963 — «Dr. Kildare»… Edward Swader /… (2 епізоди)
- 1961—1963 — «Route 66»… Frank Brack /… (2 епізоди)
- 1963 — «Kraft Suspense Theatre»… Ed Caldwell (1 епізод)
- 1964 — Invitation to a Gunfighter… Sam Brewster
- 1964 — Carol for Another Christmas (ТБ)… Ghost of Christmas Present
- 1965 — «Rawhide»… Pop Starke (1 епізод)
- 1965 — «Daniel Boone»… Will Carey (1 епізод)
- 1964—1965 — «The Fugitive»… Mike Decker /… (2 епізоди)
- 1965 — «The Defenders»… Peter Dowling (1 епізод)
- 1966 — «The Trials of O'Brien» (1 епізод)
- 1966 — «The Andy Griffith Show»… Fred Gibson (1 епізод)
- 1966 — «The Loner»… Bob Pierson (2 епізоди)
- 1966 — «A Man Called Shenandoah»… Tenney (1 епізод)
- 1966 — Nevada Smith… Big Foot (work camp trustee)
- 1966 — The Glass Menagerie (ТБ)… Jim O'Connor
- 1967 — Місія нездійсненна/«Mission: Impossible»… R.J. McMillan (1 епізод)
- 1967 — «Bob Hope Presents the Chrysler Theatre»… Martin Carlyle (1 епізод)
- 1967 — «Judd for the Defense»… District Attorney Ed Tanner (1 епізод)
- 1967 — «Cimarron Strip»… Mike McQueen (1 епізод)
- 1967 — «Run for Your Life»… Frederick Huffschmidt (1 епізод)
- 1967 — «Gentle Ben»… Dude (1 епізод)
- 1967 — «The Invaders»… Brother Avery (1 епізод)
- 1967 — «Felony Squad»… Sheriff Calvin Cable (1 епізод)
- 1968 — Sol Madrid… Harry Mitchell
- 1968 — «The High Chaparral»… Finley Carr (1 епізод)
- 1968 — Jigsaw… Lew Haley
- 1968 — Повісь їх вище/Hang 'Em High… Judge Adam Fenton
- 1968 — Certain Honorable Men (ТБ)
- 1969 — «Bonanza»… Sheriff Austin (1 епізод)
- 1969 — The Ballad of Andy Crocker (ТБ)… Earl Crocker
- 1969 — «Lancer»… Absolem Weir (1 епізод)
- 1970 — A Clear and Present Danger (ТБ)… Salem Chase
- 1970 — Кривава мама/Bloody Mama… Sam Adams Pendlebury
- 1970 — WUSA… Bingamon
- 1970 — Норвуд/Norwood… Grady Fring
- 1971 — «The Young Lawyers»… Benjamin Whitfield (1 епізод)
- 1971 — «NET Playhouse»… President Washington (1 епізод)
- 1971 — Місто/The City (ТБ)… Ira Groom
- 1971 — Sweet, Sweet Rachel (ТБ)… Arthur Piper
- 1971 — «Gunsmoke»… Dr. John Chapman /… (6 епізодів)
- 1971 — All the Way Home (ТБ)… Ralph Follet
- 1969—1971 — «The Bold Ones: The New Doctors»… Dr. Ben Gold /… (2 епізоди)
- 1971 — If Tomorrow Comes (ТБ)… Sheriff
- 1972 — «Ironside»… Lou Karns (1 епізод)
- 1972 — «The Bold Ones: The Lawyers»… General Sternwood (2 епізоди)
- 1972 — «Owen Marshall: Counselor at Law» (1 епізод)
- 1972 — The Carey Treatment… Capt. Pearson
- 1973 — Nightmare Honeymoon… Mr. Binghamton
- 1973 — Trouble Comes to Town (ТБ)… Cecil Tabor
- 1973 — «Kung Fu»… Sheriff Thoms (1 епізод)
- 1973 — «Hec Ramsey»… Charlie Hollister (1 епізод)
- 1973 — «The Rookies»… Al Harris (1 епізод)
- 1973 — «The F.B.I.» (1 епізод)
- 1973 — One Little Indian… Capt. Stewart
- 1973 — Running Wild… Quentin Hogue — актор, продюсер
- 1973 — Happy as the Grass Was Green… Eli
- 1974 — The Super Cops… Novick
- 1974 — The Last Angry Man (ТБ)… Dr. Sam Abelman
- 1974 — «The Six Million Dollar Man»… Senator Hill (1 епізод)
- 1970—1974 — «Medical Center»… Dr. Farring /… (3 епізоди)
- 1974 — «Lucas Tanner»… Jack Gibbons (1 епізод)
- 1975 — «McCloud»… Lt. Easton (1 епізод)
- 1975 — Twigs (ТБ)… Lou
- 1975 — «Barbary Coast»… Emory Van Cleve (1 епізод)
- 1976 — Independence… John Adams
- 1975—1976 — «The Streets of San Francisco»… Alfred C. 'Al' Mossman /… (2 епізоди)
- 1976 — The Secret Life of John Chapman (ТБ)… Gus Reed
- 1975—1977 — «Hawaii Five-O»… Grant Ormsbee (3 епізоди)
- 1977 — «Nashville 99»… Turley Bonner (1 епізод)
- 1977 — Escape from Bogen County (ТБ)… Judge Henry Martin
- 1977 — Sunshine Christmas (ТБ)… Joe Hayden
- 1977 — The Gauntlet… Josephson
- 1977 — Tarantulas: The Deadly Cargo (ТБ)… Doc Hodgins
- 1979 — Stone (ТБ)… Deputy Chief Gene Paulton
- 1979 — Елвіс/Elvis (ТБ)… Colonel Tom Parker
- 1979 — When You Comin' Back, Red Ryder?… Lyle Striker
- 1979 — Норма Рей/Norma Rae… Vernon
- 1976—1979 — «Barnaby Джонс»… George Garrety /… (3 епізоди)
- 1979 — When Hell Was in Session (ТБ)
- 1979 — «Vega$»… Caleb Tucker (1 епізод)
- 1979 — Disaster on the Coastliner (ТБ)… John Marsh
- 1980 — «Stone» (телесеріал)… Chief Paulton (невідомі епізоди)
- 1980 — Панічна втеча / Running Scared… Sergeant McClain
- 1980 — «Wild Times» (ТБ міні-серіал)… Bob Halburton
- 1980 — «M*A*S*H»… Colonel Daniel Webster Tucker (1 епізод)
- 1980 — Off the Minnesota Strip (ТБ)
- 1981 — The Private History of a Campaign That Failed (ТБ)… Col. Ralls
- 1981 — Of Mice and Men (ТБ)… Jackson
- 1982 — «Hart to Hart»… Duffy Ambrose (1 епізод)
- 1982 — Washington Mistress (ТБ)… Senator Ross Clayton
- 1982 — Bus Stop (ТБ)… Dr. Gerald Lyman
- 1983 — The Fighter (ТБ)… Henry Banks
- 1983 — «St. Elsewhere»… Walter Schaeffer (1 епізод)
- 1983 — Going Berserk… Ed Reese
- 1983 — Running Brave… Coach Bill Easton
- 1983 — «Simon & Simon»… 'Irish' Dan Kelly (1 епізод)
- 1983 — Раптовий удар/Sudden Impact… Chief Jannings
- 1984 — «The Yellow Rose»… Jesse Yates (1 епізод)
- 1984 — The Act… Frank Boda
- 1984 — «Magnum, P.I.»… Garwood Huddle (1 епізод)
- 1985 — Noon Wine (ТБ)… Homer T. Hatch
- 1981—1985 — «Trapper John, M.D.»… Chester Briggs /… (2 епізоди)
- 1985 — Агенти Сокіл та Сніговик/The Falcon and the Snowman… Mr. Charlie Boyce
- 1985 — «Hail to the Chief»… Lamar Montgomery (3 епізоди)
- 1985 — The Lady from Yesterday (ТБ)… Jim Bartlett
- 1985 — Мільйони Брюстера/Brewster's Millions… Edward Roundfield
- 1985 — The Rape of Richard Beck (ТБ)… Chappy Beck
- 1985 — «Amazing Stories»… Sheriff Horace Smyvie (1 епізод)
- 1986 — Відчайдушна команда/ Casebusters (ТБ)… Sam Donahue
- 1986 — Максимальне прискорення/Maximum Overdrive… Hendershot
- 1986 — Gringo mojado… Oscar Milstone
- 1986 — Manhunt for Claude Dallas (ТБ)… George Нільсен
- 1986 — «Matlock»… Tom McCabe (1 епізод)
- 1987 — LBJ: The Early Years (ТБ)… Sam Rayburn
- 1987 — Kojak: The Price of Justice (ТБ)… George
- 1987 — Бум навколо немовляти/Baby Boom… Hughes Larrabee
- 1988 — Чужий на моїй землі/Stranger on My Land (ТБ)… Judge Munson
- 1988 — The Town Bully (ТБ)… Charlie King
- 1988 — «Blue Skies» (телесеріал)… Henry Cobb
- 1988 — Земля первісних часів (голос)… оповідач
- 1989 — «The Equalizer»… Waldo Jarrell (1 епізод)
- 1988—1989 — «War and Remembrance»… Adm. William F. 'Bull' Halsey (3 епізоди)
- 1989 — Івrybody's Baby: The Rescue of Jessica McClure (ТБ)… Roberts
- 1989 — Бетмен/Batman… Commissioner James Gordon
- 1990 — «The Kennedys of Massachusetts» (ТБ міні-серіал)… P.J. Kennedy
- 1990 — «Life Goes On»… Jack Thatcher (1 епізод)
- 1990 — Beanpole (ТБ)… Joe
- 1990 — Кидали/The Grifters… Bobo Justus
- 1991 — Not of This World (ТБ)… Doc Avery
- 1986—1991 — «Murder, She Wrote»… Lt. James Ignatius O'Malley /… (3 епізоди)
- 1992 — Gunsmoke: To the Last Man (ТБ)… Col. Tucker
- 1992 — Бетмен повертається/Batman Returns… Commissioner James Gordon
- 1992 — Громадянин Кон/Citizen Cohn (ТБ)… J. Edgar Hoover
- 1992 — Обитель драконів/The Habitation of Dragons (ТВ)… Virgil Tolliver
- 1993 — «The American Experience»… Earl Warren (1 епізод)
- 1993 — «Cheers»… Gus O'Malley (1 епізод)
- 1994 — Джек-блискавка/Lightning Jack… U.S. Marshal Dan Kurtz
- 1993—1994 — «In the Heat of the Night»… Daddy Roy Івrsole (2 епізоди)
- 1994 — Against Her Will: The Carrie Buck Story (ТБ)… Arthur Kent
- 1994 — One Christmas (ТБ)… Bus driver
- 1995 — Швидкий та мертвий/The Quick and the Dead… бармен Горацій
- 1995 — Бетмен назавжди/Batman Forever… Commissioner James Gordon
- 1995 — Труман/Truman (ТБ)… Boss Tom Pendergast
- 1996 — «Wings»… Jack Hackett (1 епізод)
- 1996 — «American Gothic»… Fr. Tilden (1 епізод)
- 1996 — Більше, ніж життя/Larger Than Life… Vernon
- 1996 — Bastard Out of Carolina… Mr. Waddell
- 1997 — Horror Story… Judge Caldwell
- 1997 — На весіллі/The Member of the Wedding (ТБ)… Officer Wylie
- 1997 — Сяйво/«The Shining» (ТБ міні-серіал)… Pete Watson
- 1997 — Бетмен та Робін/Batman & Robin… Джеймс Гордон/Commissioner James Gordon
- 1997 — Тисяча акрів/A Thousand Acres… Harold Clark
- 1998 — «Homicide: Life on the Street»… Wally Flynn (1 епізод)
- 1999 — The Hunter's Moon… Judge Tully
- 1999 — «Touched by an Angel»… Ben (1 епізод)
- 1999 — Маппет-шоу з космосу/Muppets from Space… General Luft
- 2000 — Morning… Major Sonny
- 2000 — Шафт/Shaft… Hon. Dennis Bradford
- 2000 — The Runaway (ТБ)… Avery
- 2001 — The Greatest Adventure of My Life… Gen. J.T. Boone
- 2001 — Road to Redemption… Grandpa Nathan Tucker
- 2001 — Бухта Доусона/«Dawson's Creek»… Irv the Mechanic (1 епізод)
- 2002 — «The Court» (телесеріал)… Chief Justice Townsend (невідомі епізоди)
- 2002 — The Angel Doll… Noah Roudabush — актор, продюсер
- 2006 — Two Tickets to Paradise… Mark's Dad
- 2006 — Рікі Боббі: Король дороги (Наскар)/Talladega Nights: The Ballad of Ricky Bobby… Mr. Dennit Sr.
- 2006 — Waltzing Anna … Mo Kegley
- 2007 — The List… Gus Eicholtz
- 2008 — Undoing Time… Judge